# Бутою-де-Сус
Бутою-де-Сус (рум. Butoiu de Sus) — село у повіті Димбовіца в Румунії. Входить до складу комуни Хулубешть.
Село розташоване на відстані 79 км на північний захід від Бухареста, 15 км на південний захід від Тирговіште, 130 км на північний схід від Крайови, 91 км на південь від Брашова.

## Населення
За даними перепису населення 2002 року у селі проживали 800 осіб, усі — румуни. Усі жителі села рідною мовою назвали румунську.